# Gosbank
O Gosbank (em russo: Госбанк, Государственный банк СССР) foi o banco central da União Soviética e a única entidade bancária do país entre a década de 1930 a 1987. O Gosbank era uma das três autoridades económicas da URSS, junto com o Gosplan (Comité Estatal de Planificação) e o Gossnab (Comité Estatal de Abastecimento Material e Técnico).

## História
A fundação do banco, autorizada pelo Sovnarkom e pelo VTsIK, foi parte da implementação da Nova Política Económica desenhada por Lenin. Começou a operar em 16 de novembro de 1921; e em 1923 foi convertido em banco central da URSS, sob a direção do Narkomfin. 
O Gosbank agiu como instrumento da política económica do Conselho de Ministros da União Soviética, que utilizava o Gosbank para manter o controlo sobre a indústria, utilizando os balances e as transações bancárias para equilibrar as atividades das empresas com os planos e as diretivas marcadas. 
Antes da queda da União Soviética e como parte do plano da Perestroika de Mikhail Gorbatchev foram formados outros bancos como o Promstribank (Banco da Construção Industrial), o Zhilstoibank (Banco da Construção Residencial), o Agrobank (Banco da Agricultura), o Vneshekonombank (Banco do Comércio Exterior) e o Sberbank (Caixa de Aforros). Na atualidade, o Sberbank é um dos maiores bancos da Federação Russa, retendo a maior parte do pessoal do extinto Gosbank e os negócios bancários do governo. 

## Presidentes do Gosbank
- Aron Shcheinman (1921-1924)
- Nikolai Tumanov (1924-1926)
- Aron Shcheinman (1926-1929)
- Georgi Piatakov (1929-1930)
- Moissei Kalmanovitch (1930-1934)
- Lev Mariasin (1934-1936)
- Solomon Kruglikov (1936-1937)
- Aleksei Gritchmanov (1937-1938)
- Nikolai Bulganin (1938-1940)
- Nikolai Sokolov (1940)
- Nikolai Bulganin (1940-1945)
- Iakov Golev (1945-1948)
- Vasili Popov (1948-1958)
- Nikolai Bulganin (1958)
- Aleksandr Korovushchkin (1958-1963)
- Aleksei Poskonov (1963-1969)
- Mefodi Sveshchnikov (1969-1976)
- Vladimir Alkhimov (1976-1986)
- Viktor Dementsev (1986-1987)
- Nikolai Garetovski (1987-1989)
- Viktor Gerashchenko (1989-1991)
- Andrei Zverev (1991)

## Outros artigos
- Economia da União Soviética